# Cathédrale orthodoxe de Birmingham
La cathédrale de la Mère de Dieu et de Saint-André est une cathédrale orthodoxe grecque sur Summer Hill Terrace à Birmingham, en Angleterre.
Le bâtiment était autrefois une église catholique, apostolique. Il a été conçu en 1873 par J.A. Chatwin qui a travaillé sur de nombreuses églises de Birmingham, y compris la cathédrale Saint-Philippe. C'est une église gothique en briques dans le style anglais primitif. Elle possède une vaste nef rectangulaire, une abside à chaque extrémité, des allées et des passages dans les contreforts. 
L'intérieur se compose de voûtes en briques lourdes sur des colonnes de stout et de hautes fenêtres sous un haut plafond voûté. L'extrémité ouest a une grande arche dans un mur de briques ouvré menant à un baptistère. 
Des rénovations y ont eu lieu depuis environ 2000. L'église a aussi une école grecque pour les enfants qui souhaitent apprendre la langue grecque.

## Source
- (en) Cet article est partiellement ou en totalité issu de l’article de Wikipédia en anglais intitulé « Birmingham Orthodox Cathedral » (voir la liste des auteurs).